# Тычина, Анатолий Николаевич
Анатолий Николаевич Тычина (11 мая 1897, Груджай, Ковенская губерния Российской империи, ныне Шяуляйский район Литвы — 12 декабря 1986) — белорусский художник-график, родоначальник белорусской цветной линогравюры.

## Биография
Учился в Пензенском художественном училище (1915-1917), на курсах при «Обществе художников и любителей изящных искусств Степного края», в Омском художественном училище имени М. Врубеля (1918-1920).

## Творчество
Участвовал в художественных выставках с 1919 года. Работал в станковой и книжной графике, в различных графических техниках, преимущественно в цветной линогравюре, а также в масляной живописи. Его лучшие произведения отличаются поэтичностью, тонким лиризмом, точным рисунком, богатством технических приёмов. Анатолий Тычина — один из творцов белорусской графики XX века, с его именем связано развитие таких видов графики, как книжная, станковая, газетно-журнальная, экслибрисы. Среди графических работ А. Тычины, посвящённых Минску, — настоящие шедевры белорусской графики.
В поисках национального стиля оформления обращался к традициям народного творчества (обложки книг «Каталог 1-й Всебелорусской художественной выставки», 1925; «Могила льва» Я. Купалы и «Человек идет». Я. Мавра, 1927). Одной из главных тем в творчестве Тычины является тема Минска («Старый Минск», 1922; «Под ратушей», 1926; «Площадь Свободы», 1931; «Минск. Советская улица», 1940; «Разрушенный Минск»., 1945; «Возрождение Минска», 1948; «Новые дома на Привокзальной площади», 1952; «Площадь Победы», 1956; «У сквера Я. Купалы», 1957; «900 лет Минску», 1967; Дворец профсоюзов», 1971; «Восток I и Восток II», 1973; «Дирижер улицы», 1976; «На Детской железной дороге», 1984; и др.). Вероятно, самым возвышенным мотивом для образного решения темы стала панорама города, увиденная с нового моста через Свислочь — "Над рекой Свислочь" (1954). Минск в творчестве Тычины — город активного, современного, творческого человека, которым был сам художник — патриот-творец. Много  работ Тычина посвятил творческой работе («На электростанции», 1925; «Творческое совещание», 1936; «В аэродоке», 1976; триптих «Над рекой Орессой», 1980), деятелям белорусской культуры («Я. Купала у коммунаров Полесья», 1981; «М. Богданович в Ялте» 1982;  и др..), спорту («Жокеи на разминке», 1970; и др..), красоте белорусских водоёмов («На реке Соже», 1960; «На озере», 1976 ; и др. ).
Анатолий Тычина — мастер экслибриса (с 1920 по 1940-е годы им было создано более 20 экслибрисов, в т. ч. экслибрисы искусствоведа  Н. Щекотихина, краеведа Н. Касперовича, писателей Я. Мавра, В. Вольского; позже — писателя В. Короткевича, исследователя белоруской культуры А. Мальдиса, поэта П. Глебки, скульптора З. Азгура, искусствоведа М. Кацара и др.). Есть также гравюра «В разрушенном городе».